# Trio Ramberget
Trio Ramberget är en svensk musikgrupp, bildad i Göteborg 2016. Gruppen består av Gustav Davidsson (trombon), Johanna Ekholm (kontrabas) och Pelle Westlin (basklarinett). Gruppen spelar en sorts akustisk ambientmusik blandad med influenser från jazz, nutida konstmusik, svensk folkmusik och fri improvisation. Gruppen är uppkallad efter Ramberget på Hisingen i Göteborg.

## Biografi
Trio Ramberget bildades under tidig vår 2016 av Davidsson, Ekholm och Westlin. De tre musikerna har en bakgrund inom jazz, fri improvisationsmusik och klassisk musik.
Deras första självbetitlade EP Trio Ramberget spelades in våren 2016 och släpptes i en begränsad upplaga på CD. Nästa släpp kom våren 2018: fullängdsdebuten Slåttermyren, inspelad under en turné i Tornedalen sommaren 2017. Slåttermyren tog trion ytterligare ett steg mot ett ambient och droneliknande ljudlandskap, men fortfarande med helt fritt improviserat material, vilket fortsatt är trions musikaliska utgångspunkt.
Uppföljaren Musik att somna till kan beskrivas som ett “mindre genombrott” för Trio Ramberget. Albumet fick mycket goda recensioner i Sverige, men var också trions första släpp att nå en större publik utomlands. Den välrenommerade indiebloggen A Closer Listen listade Musik att somna till som ett av årets 20 bästa album, och musik från skivan spelades bland annat på KEXP i Seattle, USA, samt på Concertzender i Nederländerna. Trio Rambergets musik jämfördes med ambient- och minimalismkompositörer som Brian Eno, Max Richter och LaMonte Young – men hyllades för sin nyskapande användning av akustiska instrument inom en annars ofta elektroniskt baserad ambientgenre.
Under 2021 och 2022 släpptes nästa album, 24 Ways. Albumet gavs ut i tre volymer på det spanska skivbolaget Piano & Coffee Records. Konceptet för albumet är i stor utsträckning inspirerat av Johann Sebastian Bachs Das Wohltemperierte Klavier; trion spelar igenom alla dur- och molltonarter, från C-dur till h-moll, i 24 preludier och 24 improvisationer. Albumet utsågs till “Årets ambientalbum” av Lira Musikmagasin och fick mycket goda recensioner i den internationella musikpressen.
Hösten 2023 släpptes Drone Positions, ett samarbetsalbum där Trio Ramberget bjöd in sex av sina favoritmusiker och tonsättare. De sex musikerna fick en drone, inspelad av trion tidigare under året, och fick komponera nytt material att lägga på denna drone. Gästmusiker på detta album är pianisten Matti Bye, vibrafonisten Mattias Ståhl, sångerskan Sara Aldén, saxofonisten Malin Wättring, slagverkaren Anton Jonsson och pianisten Karin Johansson.
Under 2024 släppte Trio Ramberget albumet Mirror Variations tillsammans med pianisten och kompositören Matti Bye. Albumet utsågs av Lira Musikmagasin till “Årets ambientalbum”.
2025 spelade Trio Ramberget in, tillsammans med Matti Bye, musiken till Simón Mesa Sotos långfilm Un Poeta, vilken premiärvisades på filmfestivalen i Cannes den 19 maj samma år, i kategorin Un certain regard.

## Diskografi
- 2018 – Slåttermyren
- 2019 – Musik att somna till
- 2022 – 24 Ways (Piano & Coffee Records)
- 2023 – Drone Positions
- 2024 – Mirror Variations (med Matti Bye)

### EP
- 2016 – Trio Ramberget EP
- 2020 – Kulturtemplet